# Землетрус у Маріуполі (2016)
Землетрус у Маріуполі — землетрус магнітудою 4,6 Mw, який за даними Європейського Середземноморського сейсмологічного центру (EMSC) стався 7 серпня 2016 року на півдні Донецької області близько 11:15 за київським часом. Епіцентр землетрусу знаходився за 78 км на південь від Донецька та за 21 км на північ від смт Старий Крим, на північно-східній околиці села Кременівка Нікольського району, на глибині 10 км. В в місті Маріуполь землетрус відчувався в 11:17.
Як згодом повідомили у ДСНС, магнітуда землетрусу в Маріуполі склала 4,9 Mw, також зафіксовано підземні поштовхи у Запоріжжі інтенсивністю 1-2 бали.
За даними Інституту геофізики імені С. І. Субботіна НАН України підтвердили факт тектонічного землетрусу. Заступник директора з наукової роботи Інституту Олександр Кендзера повідомив, що інтенсивність поштовхів на поверхні сягала 6 балів із 12 можливих.
Останній раз землетрус у Маріуполі був зафіксований близько 30 років тому.
Також підземні поштовхи відчули жителі міста Бердянська, Запоріжжя та Дніпра. Загиблих та травмованих немає.